# Sportwagenrennen

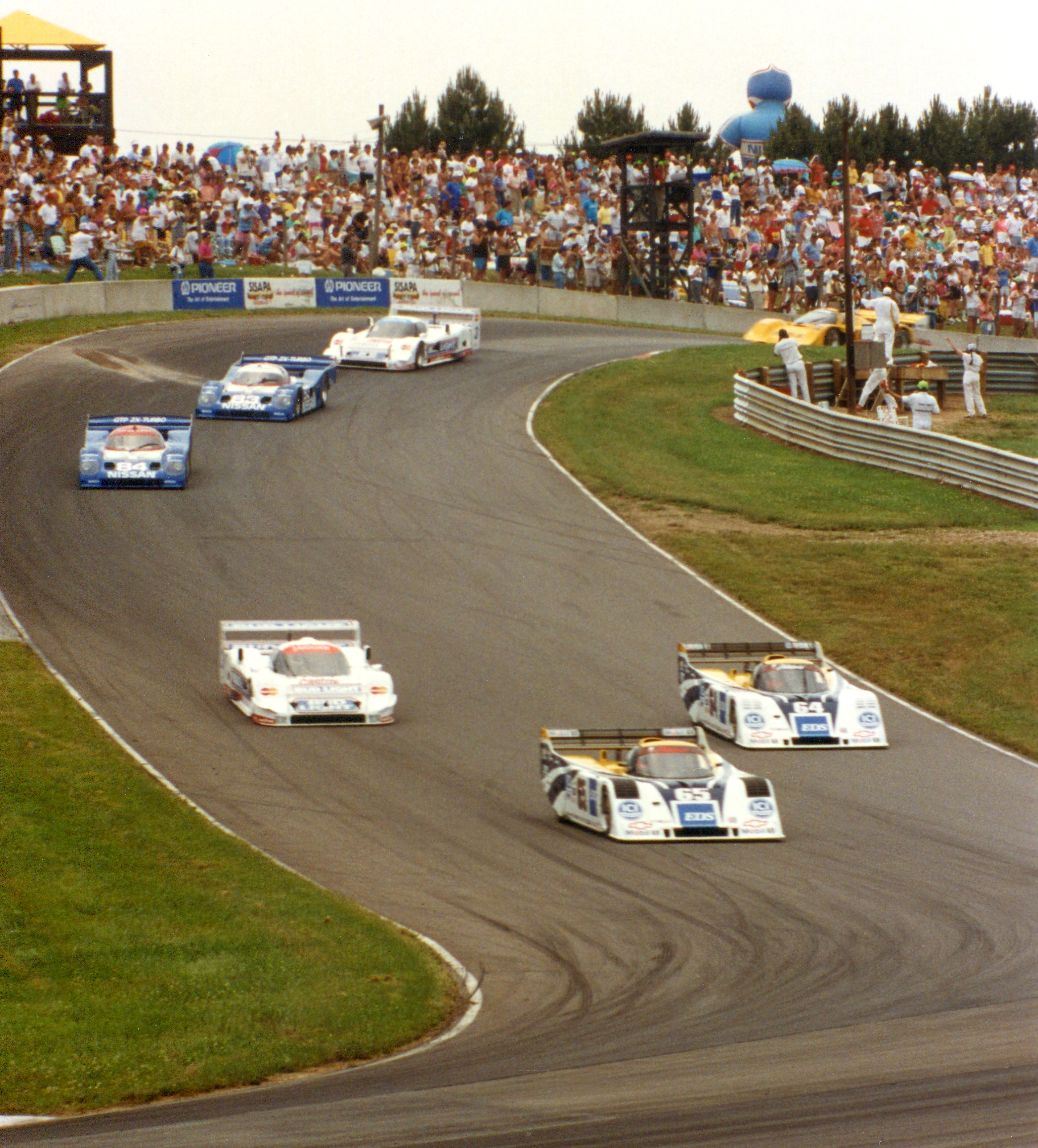
Szene eines Sportwagenrennens in den USA 1991

Sportwagenrennen sind eine Form des Automobilsports mit Rennwagen, die vor allem durch Platz für zwei Sitzplätze und die mit Kotflügeln bzw. Radkästen verkleideten Räder gekennzeichnet sind.
Sportwagenrennen werden mit Fahrzeugen ausgetragen, die eigens dafür konstruiert wurden oder mit straßenzugelassenen Sportwagen verwandt sind. Sie nehmen eine Zwischenstellung ein zwischen dem Formelsport mit seinen kompromisslosen Monopostos und den Tourenwagenrennen mit ihren seriennahen Fahrzeugen. Rennen zur Sportwagen-Weltmeisterschaft wurden meist als Langstreckenrennen über eine längere Distanz ausgetragen, zum Beispiel 1000 km, oder als 6-, 12- oder 24-Stunden-Rennen.
Das Prestige von Marken wie Alfa Romeo, Aston Martin, Audi, Ferrari, Ford, Jaguar, Maserati, Mercedes-Benz, und vor allem Porsche gründet zum Teil auf ihren Erfolgen bei Sportwagenrennen. Serienfahrzeuge, die von diesen Herstellern verkauft wurden und werden, sind in Technik und Aussehen den in diesen Rennen eingesetzten Fahrzeugen manchmal ähnlich. Oft wird jedoch nur für Werbezwecke der gleiche Name für Rennwagen und Straßenfahrzeug benutzt.

## Geschichte
Die Geschichte der Sportwagenrennen ist eng mit dem 24-Stunden-Rennen von Le Mans verbunden, einer der ältesten heute noch stattfindenden Motorsportveranstaltungen. In den 1920er-Jahren begann die technische Trennung zwischen Formelsport und Sportwagensport, die auf die unterschiedlichen Anforderungen Rücksicht nahm. Neben Rennen auf fixen Rennstrecken wurden Sportwagenrennen auch auf abgesperrten Landstraßen gefahren. 1953 rief die FIA die Sportwagen-Weltmeisterschaft ins Leben, die mehrere Veranstaltungen mit einem der Formel 1 ähnlichen Punktesystem zusammenfasste. Diese Weltmeisterschaft wurde 1992 zum letzten Mal ausgetragen, bevor sie 2012 wiederbelebt wurde. Gab es früher Fahrer, die bis zu 24 Stunden alleine durchfuhren, so sind beispielsweise in Le Mans heute Teams aus mindestens drei Fahrern vorgeschrieben.

## Sportwagenklassen

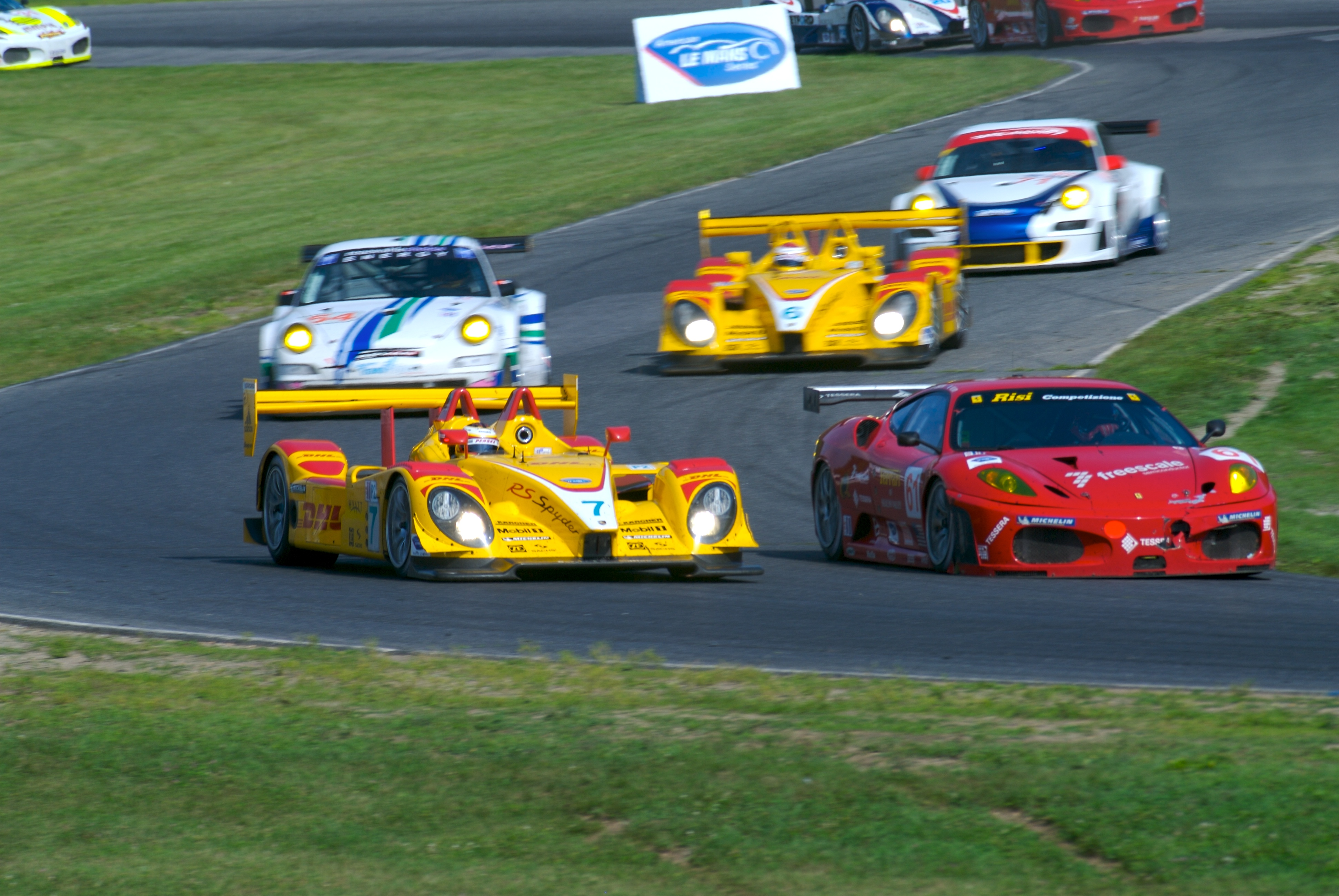
Drei Porsche RS Spyder und fünf GT2-Fahrzeuge von Ferrari und Porsche

Sportwagenrennen werden in zwei Fahrzeugklassen ausgetragen, den Prototypen und den Gran-Turismo-Fahrzeugen, wobei beide Typen meist gleichzeitig fahren und unterschiedlich gewertet werden.
- Prototypen gelten als höchste Klasse des Sportwagensports. Es sind reine Rennfahrzeuge mit wenigen Einschränkungen bezüglich Chassis, Motor und Rädern. Es gibt offene Sportwagen und solche mit geschlossenen Cockpits. Neben dem klassischen Ottomotor wurden auch Dieselmotoren von Audi und Peugeot eingesetzt. Wasserstoff-Prototypen existieren zwar (vgl. BMW H2R), sind jedoch nicht für direkten Fahrzeugwettkampf konstruiert.
- Gran Turismo (GT)-Fahrzeuge sind die häufigere Form und finden sich weltweit bei nationalen und internationalen Rennserien. Diese Fahrzeuge müssen eine gewisse Ähnlichkeit mit seriennahen Fahrzeugen haben.

## Rennserien
Aktuelle Serien:

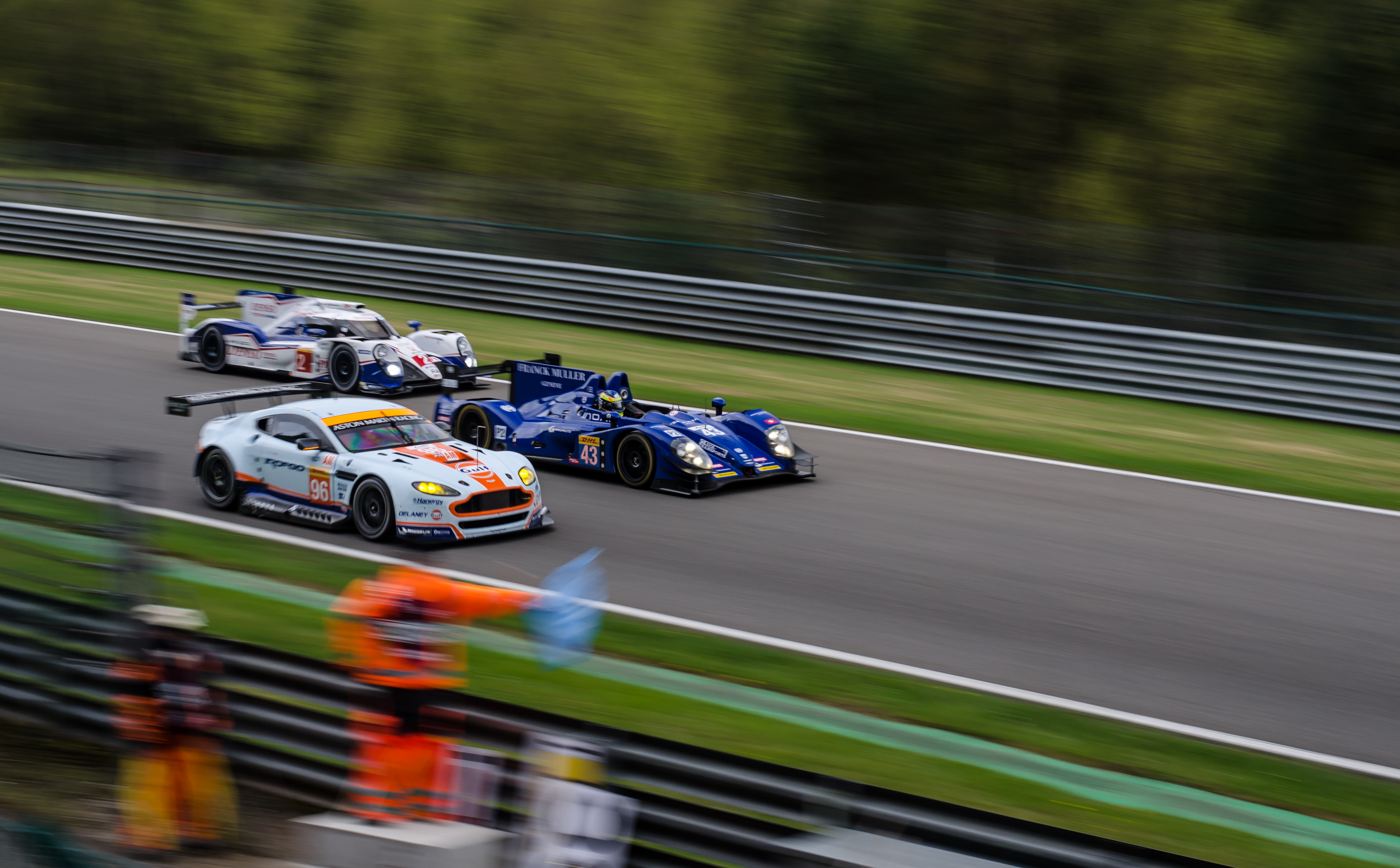
Rennsituation der FIA-Langstrecken-Weltmeisterschaft 2015

- Der FIA-Langstrecken-Weltmeisterschaft (WEC), zu der unter anderen das 24-Stunden-Rennen von Le Mans zählt.
- Die IMSA WeatherTech SportsCar Championship entstand 2013 aus der Fusion der American Le Mans Series (ALMS) und der Grand-Am Sports Car Series, in ihrem Kalender finden sich das 24-Stunden-Rennen von Daytona und das 12-Stunden-Rennen von Sebring.
- 2004 wurde die European Le Mans Series (ELMS) als europäisches Pendant zur ALMS ins Leben gerufen. In Asien wird seit 2009 die Asian Le Mans Series ausgetragen.
- Die Blancpain Endurance Series trägt Langstreckenrennen mit GT3-Fahrzeugen aus.

Frühere Serien (in Auswahl):
- Die Sportwagen-Weltmeisterschaft wurde von der FIA sanktioniert und bestand von 1953 bis 1992.
- Der Canadian-American Challenge Cup (CanAm) bestand in den späten 1960ern und frühen 1970ern und zog auch viele Formel-1-Piloten an; sein europäisches Pendant nannte sich Interserie. Die Chassis waren zum Teil gewagte Konstruktionen, oft aber Ableitungen aus den Sportwagen der damaligen Zeit. Es beteiligten sich auch bekannte Rennställe wie McLaren oder B.R.M. an den Rennen.
- Die FIA-GT-Meisterschaft existierte von 1997 bis 2009, ihr Nachfolger, die FIA-GT1-Weltmeisterschaft, von 2010 bis 2012.

## Berühmte Einzelrennen
Anders als bei der Formel 1 genießen manche Einzelrennen höheres Prestige als der Gewinn der Meisterschaft. Einige Rennen waren über die Jahre nicht Teil einer Meisterschaft, beispielsweise die 24 Stunden von Le Mans.
- Heute noch ausgetragene Rennen (in Auswahl):
  - 24-Stunden-Rennen von Le Mans
  - 12-Stunden-Rennen von Sebring
  - 24-Stunden-Rennen von Daytona
  - 24-Stunden-Rennen von Spa-Francorchamps
- Frühere berühmte Rennen (in Auswahl):
  - Mille Miglia
  - Targa Florio
  - Carrera Panamericana

## Berühmte Sportwagen
- Audi R8C
- Audi R8
- Audi R10 TDI
- Audi R15 TDI
- Audi R18
- Audi R18 E-Tron Quattro RP5
- Bentley Speed 8
- BMW V12 LMR
- Chrysler Viper GTS-R
- Ferrari 250LM
- Ferrari 512S
- Ferrari 333SP
- Ford GT40
- Jaguar XJR
- Mazda 787B
- McLaren F1
- Mercedes-Benz C9
- Mercedes-Benz C11
- Mercedes-Benz 300 SLR
- Mercedes-Benz CLK GTR
- Nissan R90CK
- Nissan GT-R LM Nismo
- Peugeot 905
- Peugeot 908
- Porsche 904
- Porsche 906
- Porsche 908
- Porsche 911 GT1
- Porsche 911 GT2 Evolution
- Porsche 911 GT3 RSR
- Porsche 917
- Porsche 935
- Porsche 956
- Porsche 962
- Porsche RS Spyder
- Porsche 919 Hybrid
- Toyota TS010
- Toyota GT-One
- Toyota TS030 Hybrid
- Toyota TS040 Hybrid

## Flaggenzeichen

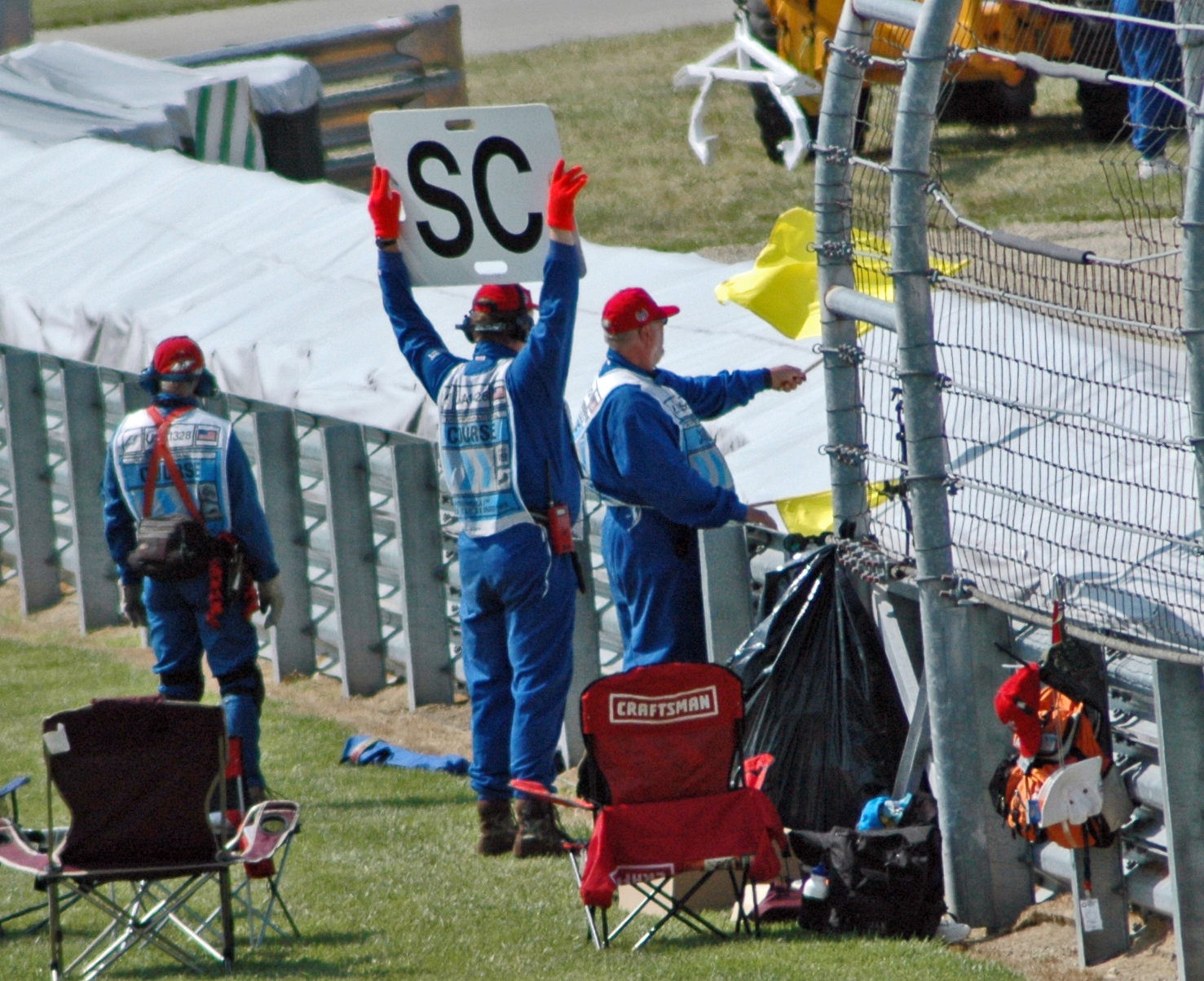
Gelbe Flagge und „SC“-Schild: Das Safety Car ist auf der Strecke. Auf der gesamten Strecke herrscht Überholverbot.

Die Flaggen dienen zur Kommunikation zwischen den Streckenposten respektive der Rennleitung und den Fahrern, um diese beispielsweise rechtzeitig auf Gefahrensituationen hinzuweisen. 